# Kværner
Kværner ist ein norwegisches Unternehmen das Offshore-Plattformen sowie Anlagen, zur Verarbeitung von Rohstoffen wie beispielsweise Erdöl und Erdgas, entwickelt und vertreibt. Das Unternehmen hat einige Fusionen und Umstrukturierungen hinter sich. Gegründet wurde Kværner 1853 in Oslo. Zwischen den Jahren 1853 und 2004 lagen die Hauptgeschäftsfelder in den Bereichen Konstruktion und Ingenieurwesen. 2004 fusionierten Kværner und Aker ASA in die Aker Kværner ASA. 2008 folgte dann eine Umbenennung des Unternehmens zur Aker Solutions ASA. Während dieser Unternehmensphase lag der Schwerpunkt der Geschäftsfelder weiterhin in der maritimen Technik. Schließlich wurde der Unternehmensbereich Kværner – als eine eigenständige Geschäftseinheit für maritime Projekte – wieder ausgegliedert. Der Börsengang für die nun wieder selbständige Kværner ASA erfolgte 2011 an der Osloer Börse.

## Geschäftsfelder
Trotz der zahlreichen Umstrukturierungen hat das Unternehmen seit seiner Gründung hauptsächlich den Geschäftsbereich maritime Technik abgedeckt. Dies beinhaltet die Beschaffung, Entwicklung, Fertigung sowie die Installation der maritimen Technik für den Auftraggeber.
- Entwicklung und Bau von Off-Shore-Plattformen zur Öl- und Gas-Verarbeitung
- Entwicklung und Bau von On-Shore-Anlagen zur Öl- und Gas-Verarbeitung
- Sonderanfertigungen von Stahlbauteilen
- Umformen und Schweißen von Röhren
- Rückbau und Entsorgung von Anlagen zur Öl- und Gas-Verarbeitung

## Standorte
Während der Hauptsitz sowie die Produktionsstätten in Norwegen sind, finden sich die Handelsniederlassungen hauptsächlich in Europa, Asien und Nordamerika.
- Oslo, Norwegen
- Verdal, Norwegen
- Stavanger, Norwegen
- Stord, Norwegen
- Molde, Norwegen
- Trondheim, Norwegen
- St. John’s, Kanada
- Peking, China
- Ulvila, Finnland
- Moskau, Russland
- Houston, USA
- London, Großbritannien

## Geschichte
1853 bis 2004
Kværner wurde 1853 von dem Industriellen Oluf A. Onsum gegründet. Die Fertigung umfasste zunächst Industrieöfen, später dann auch Turbinen. Bis 1967 erweiterte sich das Produktionsspektrum um Stahlbau, Krananlagen und Pumpen. Schließlich wurde 1990 die Produktpalette durch den Bau von On- und Off-Shore-Plattformen für die Öl- und Gas-Verarbeitung komplettiert. In den Jahren 1992 expandierte Kværner durch die Übernahme der schwedischen Werft Götaverken sowie 1996 durch die Übernahme des britischen Ingenieurbüros Trafalgar House.
Den anhaltenden wirtschaftlichen Schwierigkeiten begegnete Kværner durch den Verkauf der Geschäftseinheit Kværner Govan aus dem Unternehmensbereich Trafalgar House sowie des Geschäftsbereiches Chemrec. Im August 2000 wurde schließlich der Geschäftsbereich Konstruktion ausgegliedert und an das schwedische Unternehmen Skanska veräußert.
 2004 bis 2011 – Aker Kværner ASA 
Die wirtschaftliche Situation Kværners konnte auch durch die Veräußerung einzelner Geschäftsbereiche nicht gebessert werden. Das Unternehmen war gezwungen mit einem seiner Wettbewerber Verhandlungen aufzunehmen. 2004 kam es dann schließlich zu der Fusion mit dem Wettbewerber Aker ASA. Die Geschäftsbereiche Kværners wurden in Aker Kværner und Aker Yards aufgeteilt. In 2005 wurde Kværner ASA mit der Aker Maritime Finance AS verschmolzen. 2008 erfolgte dann die Umbenennung zur Aker Solutions ASA.
seit 2011 – Kværner ASA 
Nach der Namensänderung des Unternehmens entschied die Unternehmensleitung, dass Kværner sich stärker auf seine Kernkompetenzen konzentrieren soll. Die Weiterführung dieser Umstrukturierung schloss 2011 mit der Ausgliederung Kværners ab. Am 6. Mai 2011 wurde dies auf der Jahreshauptversammlung begrüßt und verabschiedet.